# Pericrocotus roseus
A Pericrocotus roseus a madarak osztályának verébalakúak (Passeriformes) rendjébe és a tüskésfarúfélék (Campephagidae) családjába tartozó faj.

## Rendszerezése
A fajt Louis Pierre Vieillot francia ornitológus írta le 1818-ban, a Muscipeta nembe Muscicapa rosea néven.

## Előfordulása
Dél- és Délkelet-Ázsiában, Afganisztán, Banglades, Bhután, India, Kína, Laosz, Mianmar, Nepál, Pakisztán, Thaiföld és Vietnám területén honos.
Természetes élőhelyei a szubtrópusi vagy trópusi síkvidéki és hegyi esőerdők, valamint vidéki kertek és városi környezet. Vonuló faj.

## Megjelenése
Testhossza 20 centiméter, testtömege 14-19 gramm.
|  |  |

## Természetvédelmi helyzete
Az elterjedési területe rendkívül nagy, egyedszáma ugyan csökken, de még nem éri el a kritikus szintet. A Természetvédelmi Világszövetség Vörös listáján nem fenyegetett fajként szerepel.